# イマーシブ・フォート東京
イマーシブ・フォート東京（イマーシブ・フォートとうきょう、英語: IMMERSIVE FORT TOKYO）は、東京都江東区青海に所在する、イマーシブ・テーマパークである。2024年3月1日開業。運営は刀社グループ。キャッチコピーは「さぁ、感動の最前列へ」

## 概要

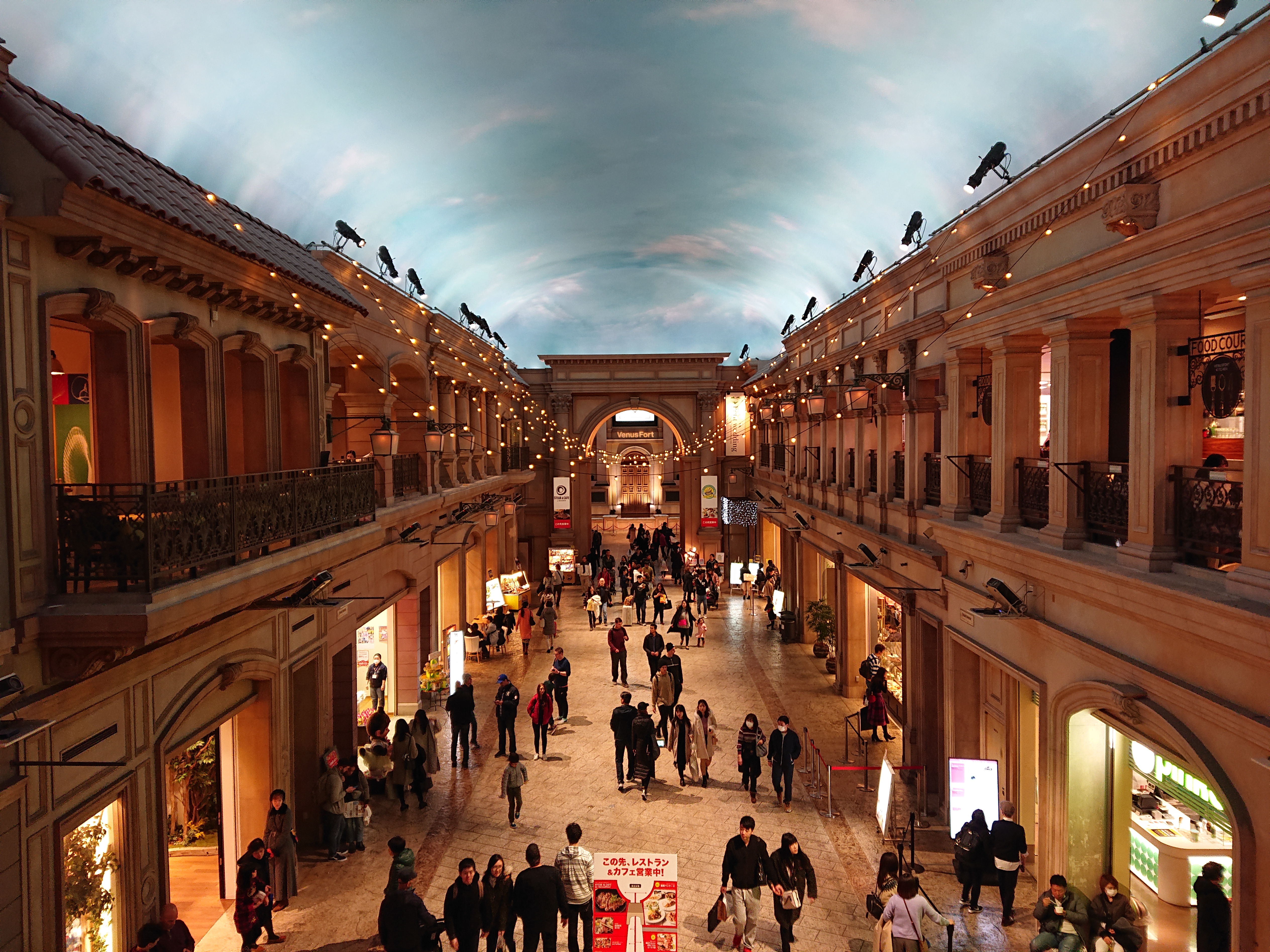
ヴィーナスフォートの内装

2022年8月31日に完全閉館したパレットタウンの跡地に新たな賑わいを創出するための開発計画の検討が進められているが、そのうち、森ビルが所有する「ヴィーナスフォート」の跡地の暫定利用施設（建物を活用）として2024年3月1日に開業した。
2025年3月1日に大幅なリニューアルをし、「イマーシブ・ストーリーズ 〜誰も知らなかった本当のヘンゼルとグレーテル〜」「スパイ・アクション！」「パーティー・フェスタ！」「【推しの子】 イマーシブ・ラリー」「第五人格 イマーシブ・チェイス」「ジャック・ザ・リッパー」の6アトラクションが営業を終了した。現在は、「ザ・シャーロック-ジェームズ・モリアーティーの逆襲-」「江戸花魁奇譚」「東京リベンジャーズ イマーシブ・エスケープ」「今際の国のアリス イマーシブ・デスゲーム」の4アトラクションが体験出来る。
リニューアルに伴い、「喫茶フラワー」「ドルチェ・ヴィータ」「ザ・キャバレー」が営業終了し、「Casa di PERONI（カーサ・ディ・ペローニ）」がメニューを変更をし、現在（2025年3月現在）は、Casa di PERONI（カーサ・ディ・ペローニ）のみ営業している。
チケットが個別制となり、各アトラクションに料金を払う方式に変更された。その為、入園料が無料に変更された。（料金は後述）
施設は旧ヴィーナスフォートの建物内跡地のうち2階と3階のエリアに開業した。同施設の特徴でもあった中世ヨーロッパ風の街並みを再現した内装の雰囲気を最大限に活かしながら、物語に没入するための空間として音響・照明・細部にわたる装飾までライブ・エンターテインメントとして作り込むことで、新たなテーマパークとして再活用される。
パーク内にはイマーシブシアターを中心とした4種類のアトラクションと、物販・飲食店舗を設け、その全てが、アトラクションに参加した来園者が物語に入り込み当事者として関わる完全没入体験（イマーシブ体験）のみで構成される世界初のテーマパークとなる。
商業施設のテーマパークとしての再活用は短期間かつ小規模な投資で実現できる施策で、刀社はこれを、従来のテーマパークのような大規模開発を必要とせず、商業施設をはじめ学校などの跡地を活用して展開、移植のできる持続可能な新しい開発方法としている。

## アトラクション
出典：
- 以下断りのない限り、施設導入日時は本施設開業日時となる。

### ベイカーストリート
- ザ・シャーロック-ジェームズ・モリアーティーの逆襲-　体験時間- 約120分　料金- 7,800円

### 中央広場
- 今際の国のアリス イマーシブ・デスゲーム　体験時間- 約60分　料金- 4,800円

### 3階(中央広場付近)
- 東京リベンジャーズ イマーシブ・エスケープ　体験時間- 105分　料金- 7,800円
- 江戸花魁奇譚　体験時間- 約70分　料金- 14,800円

## 飲食店舗
- Casa di PERONI（カーサ・ディ・ペローニ）[12]

## 物販店舗
- ギャレリア・デラ・ヴィータ[注 2]
- プラザマート[10][13][9]

## 施設用語
フォルテヴィータ
本施設の主な舞台となるヨーロッパのイタリアのとある地にある「魅惑のリゾート」と呼ばれるリゾート施設。歴史を感じさせる風光明媚な観光地として広く知られており、「一夜にして人生が変わる」と評判されている。施設内の多くの店は閉店準備の最中である。連続の怪事件や闇オークション、曰くつきの人物が集まる裏路地も存在する。
フォルテヴィータ観光局の調査では、観光客数は近年増加の一途を辿っている。連日同町では連続殺人事件が起きており、数年にわたって治安悪化の懸念が高くなる傾向であった。それでも現時点では観光客を巻き込む事態までには至っていないが、万全を期して観光局の指導により夜間の店の営業に中止命令がなされた。これに対し住民からは早朝再開を望む声が上がっている。
メインゲート
正面玄関にあたるエリア。リニューアルでノースストリート側が通行出来なくなった。
サウスストリート / ノースストリート
いずれもメインゲートとゴールデンプラザの間に位置するエリア。
中央広場
ゴールデンプラザ、サウスストリート、ノースストリート、メインゲートの間に位置する広場。ここから広場の横にあるエスカレーターまたはエレベーターで3階に登ると、「東京リベンジャーズ イマーシブ・エスケープ」「江戸花魁奇譚」があるエリアに移動することが可能。
ゴールデンプラザ
旧ヴィーナスフォートの噴水広場にあたるエリア。噴水の周りには飲食店として「Casa di PERONI（カーサ・ディ・ペローが出店している。
階段広場
ゴールデンプラザ、ローズプラザ、裏路地の間に位置する広場。
ローズプラザ
シャーロックゲートと階段広場の間に位置する広場。
ベイカーストリート
教会広場とローズプラザの間に位置する広場。このエリアで「ザ・シャーロック-ベイカー街連続殺人事件」が行われる。
教会広場
ベイカーストリートの先の突き当たりに聳え立つ教会がある広場。このエリアで「ベイカーズ・サーカス」が行われる。

## オフィシャル・マーケティング・パートナー
- コカ・コーラボトラーズジャパン[13][18]
- アサヒビール[12][13]

## アクセス
出典：
- ゆりかもめ東京臨海新交通臨海線 青海駅から直結
- 東京臨海高速鉄道りんかい線 東京テレポート駅から徒歩3分

## 不祥事
2024年3月7日、運営はGoogle マップでの口コミの投稿を依頼するリーフレットをゲストに配布し、口コミを投稿した人にはパーク内のショップまたはレストランにて使用できる1,000円分のクーポンを渡していた。この行為はGoogleのポリシーに違反する行為である。運営は翌3月8日に謝罪し、クーポンの配布を中止したとともに、リーフレットを受け取った可能性のあるゲストに対し、口コミの削除を依頼した。